# Załawie (obwód tarnopolski)
Załawie (ukr. Залав'є, Załawe) – wieś na Ukrainie w rejonie tarnopolskim należącym do obwodu tarnopolskiego. 
W II Rzeczypospolitej wieś w powiecie trembowelskim w województwie tarnopolskim.
W 1944 nacjonaliści ukraińscy z OUN-UPA zamordowali tutaj 9 Polaków.
Do 2020 w rejonie trembowelskim.